# Anno: Create A New World
Anno: Create a New World, còn gọi là Dawn of Discovery ở Bắc Mỹ, là một game xây dựng thành phố và chiến lược thời gian thực cho Nintendo DS và Wii. Trò chơi do hãng Keen Games phát triển và Ubisoft phát hành vào năm 2009. Đây là một phiên bản phụ của dòng game Anno.

## Cốt truyện
Game diễn ra vào năm 1404, nơi đất của Vua George bị hạn hán và nạn đói. Nhận thức được sự đau khổ của cư dân, nhà vua quyết định khắc phục tình hình bằng cách gửi hai con trai của mình, William (Kevin Howarth) và Edward, tới khám phá những vùng đất màu mỡ mới có thể sản xuất đủ hàng hóa nhằm thỏa mãn người dân của mình. Mặc dù là anh em, cả hai người đều có tính cách rất khác nhau; Edward đề nghị chiến đấu hòng thu thập tài nguyên cần thiết, trong khi William đưa ra một cách tiếp cận hòa bình hơn, đề nghị họ khám phá những vùng đất mới và bất ổn ở phía nam.
Với sự đồng ý của vua cha, William (người chơi) đi về phía nam, nơi anh khám phá văn hóa phương Đông. Anh kết bạn với người dân địa phương và đổi lại, họ dạy cho William những công nghệ và bí mật mới để trở về vương quốc của cha mình. Tuy nhiên, Sultan đột nhiên bị bắt cóc và người chị hung dữ của ông ta lên nắm quyền kiểm soát phương Đông. Cô ấy đã cắt đứt mọi quan hệ thân thiện với đế chế của George và bày tỏ ý định tấn công. Không hoàn toàn đáp ứng nhu cầu về tài nguyên của mình, George bèn phái cả hai người con của mình ra nước ngoài để mua thêm hàng hóa cho đế chế bằng mọi cách có thể, nhằm chuẩn bị cho trận chiến sắp xảy ra.